# Омар Сайф Гобаш
Омар Сайф Гобаш (араб. عمر سيف غباش) (англ. Omar Saif Ghobash) (4 червня 1971) — еміратський дипломат. Надзвичайний і Повноважний Посол ОАЕ в Україні за сумісництвом.

## Життєпис
Народився 4 червня 1971 року в ОАЕ. Навчався у Школі Рагбі (Rugby School), Англія (1986—1989), в Оксфордський університет Коледж Балліоль, бакалавр юриспруденції (1989—1992). Лондонський університет, заочна програма 2003—2007: бакалавр технічних наук, математика і прикладна математика. Володіє англійською, арабською, російською, французькою, італійською та іспанською мовами.
У 1993—1996 рр. — співробітник Міністерства закордонних справ ОАЕ.
У 1994—1996 рр. — співробітник місії ОАЕ при Організації Об'єднаних Націй в Нью-Йорку, третій секретар в Комісії по Законодавству.
У 1997—2006 рр. — займався розвитком приватного бізнесу.
У 2006—2008 рр. — заступник виконавчого директора Еміратського Фонду.
З 27 лютого 2009 року — Надзвичайний і Повноважний Посол ОАЕ в РФ.
У 2010—2012 рр. — Надзвичайний і Повноважний Посол ОАЕ в Україні за сумісництвом.
26 травня 2010 року — вручив вірчі грамоти Президенту України Віктору Януковичу.